# ماريا ماجدالينا كامبوس بونس
ماريا ماجدالينا كامبوس بونس (بالإنجليزية: María Magdalena Campos Pons)‏ هي فنانة تشكيلية ورسامة أمريكية، ولدت في 22 أغسطس 1959 في ماتانزاس في كوبا.